# Anali (Tacit)
Anali (latinsko Annales) rimskega zgodovinarja in senatorja Tacita je zgodovina rimskega imperija od vladavine Tiberija do vladavine Nerona, med leti 14 – 68 našega štetja. Anali so pomemben vir za sodobno razumevanje zgodovine rimskega imperija v 1. stoletju našega štetja. Je Tacitovo zadnje delo in sodobni zgodovinarji ga na splošno smatrajo za njegovo največje delo.
Tacitove Zgodovine in Anali so skupaj obsegale 30 knjig; čeprav se nekateri učenjaki ne strinjajo o tem, kateremu delu dodeliti nekatere knjige, jih je tradicionalno 14 dodeljenih zgodovinam in 16 analom. Od 30 knjig, ki jih omenja Hieronim, jih je preživela približno polovica.
Sodobni učenjaki verjamejo, da je imel Tacit kot rimski senator dostop do Acta Senatus – zapisov rimskega senata –, kar je predstavljalo trdno podlago za njegovo delo. Čeprav Tacit del svojega dela imenuje »moji anali«, naslova dela Anali, ki se danes uporablja, ni dal Tacit sam, ampak izhaja iz strukture leta za letom.  Zdi se, da je bilo ime rokopisa "Knjige zgodovine od smrti božanskega Avgusta" ( Ab Excessu divi Augusti Historiarum Libri ).

## Ozadje in struktura
Anali so bili Tacitovo zadnje delo in so ključni vir za sodobno razumevanje zgodovine rimskega imperija od začetka Tiberijeve vladavine leta 14 po našem štetju do konca Neronove vladavine leta 68 po našem štetju. Tacit je Anale napisal v najmanj 16 knjigah, manjkajo pa knjige 7–10 in deli knjig 5, 6, 11 in 16.
Obdobje, ki ga pokrivajo Zgodovine (napisane pred Anali), se začne na začetku leta 69 našega štetja, tj. šest mesecev po Neronovi smrti, in se nadaljuje do Domicijanove smrti leta 96. Ni znano, kdaj je Tacit začel pisati Anale, vendar jih je do leta 116 po našega štetja.
Od šestnajstih knjig v Analih Tiberijeva vladavina zajema šest knjig, od katerih manjka le 5. knjiga. Te knjige so lepo razdeljene v dva sklopa po tri, kar ustreza spremembi narave političnega ozračja v tem obdobju.
Naslednjih šest knjig je posvečenih vladavini Kaligule in Klavdija. Manjkajo knjige od 7. do 10. 11. in 12. knjiga pokrivata obdobje od izdaje Mesaline do konca Klavdijeve vladavine.

## Vsebina in slog
Tacit je dokumentiral rimski cesarski sistem vladanja. Tacit se je odločil, da bo svoje delo začel s smrtjo Avgusta Cezarja leta 14 našega štetja in njegovim nasledstvom Tiberijem.
Tako kot v Zgodovinah Tacit vztraja pri svoji tezi o nujnosti principata. Ponovno pove, da je Avgust državi dal in zagotovil mir po letih državljanske vojne, po drugi strani pa nam pokaže temno plat življenja pod cezarji. Zgodovina začetka principata je tudi zgodovina konca politične svobode, ki jo je med republiko uživala senatorska aristokracija, za katero je Tacit menil, da je moralno dekadentna, pokvarjena in servilna do cesarja. Med Neronovo vladavino je prišlo do širokega širjenja literarnih del v korist tega samomorilnega exitus illustrium virorum ("konec slavnih mož"). Ponovno, tako kot v svoji Agricoli, Tacit nasprotuje tistim, ki so izbrali nekoristno mučeništvo z nečimrnimi samomori.
V Analih je Tacit še izboljšal stil portretiranja, ki ga je tako dobro uporabil v Historiae. Morda je najboljši portret Tiberija, upodobljen na posreden način, naslikan postopoma med potekom pripovedi, z opažanji in komentarji na poti, ki zapolnjujejo podrobnosti. Tacit tako Tiberija kot Nerona prikazuje kot tirana, ki povzročata strah pri svojih podložnikih. Toda medtem ko na Tiberija gleda kot na nekoga, ki je bil nekoč velik človek, Tacit meni, da je Neron preprosto vreden prezira. 

## Izvor in avtentičnost
Izvor rokopisov, ki vsebujejo Anale, sega v renesanso. Medtem ko je Bracciolini odkril tri manjša dela v opatiji Hersfeld v Nemčiji leta 1425, je Zanobi da Strada (umrl leta 1361) verjetno prej odkril Anale 11–16 v Monte Cassinu, kjer je živel nekaj časa.  Kopije Analov iz Monte Cassina je v Firence verjetno preselil Giovanni Boccaccio (1313–1375), da Stradov prijatelj, ki je tudi zaslužen za njihovo odkritje v Monte Cassinu.   Ne glede na to, ali je rokopise iz Monte Cassina v Firence prenesel Boccaccio ali da Strada, je Boccaccio uporabil Anale, ko je napisal Commento di Dante ok. leta 1374 (pred rojstvom Poggia Bracciolinija), ki opisuje Senekino smrt neposredno na podlagi Tacitejevega poročila v 15. knjigi Analov.  Francis Newton navaja, da je verjetno, da so bili Anali 11–16 v Monte Cassinu v prvi polovici vladavine opata Deziderija (1058–1087), ki je kasneje postal papež Viktor III .  Anale 1–6 je nato neodvisno leta 1508 v opatiji Corvey v Nemčiji odkril Giovanni Angelo Arcimboldi, pozneje milanski nadškof, in jih je leta 1515 v Rimu prvič objavil Beroaldus po naročilu papeža Leona X., ki je nato rokopis deponiral v Medičejska knjižnica v Firencah. 